# Serghei Țvetcov
Serghei Țvetcov (Chișinău, 29 dicembre 1988) è un ex ciclista su strada moldavo naturalizzato rumeno, professionista dal 2008 al 2025, ha assunto cittadinanza rumena dal 2014.

## Palmarès
- 2007 (Under-23, una vittoria)

Campionati moldavi, Prova a cronometro
- 2009 (Tusnad Cycling Team, una vittoria)

Campionati moldavi, Prova a cronometro
- 2014 (Jelly Belly p/b Maxxis, una vittoria)

3ª tappa Tour of the Gila (Tyrone > Tyrone, cronometro)
- 2015 (Androni Giocattoli-Sidermec, tre vittorie)

Campionati rumeni, Prova a cronometro
Campionati rumeni, Prova in linea
3ª tappa, 1ª semitappa Tour of Szeklerland (Hármaskereszt > Harghita-Băi, cronometro)
- 2016 (Androni Giocattoli-Sidermec, una vittoria)

Campionati rumeni, Prova a cronometro
- 2017 (Jelly Belly p/b Maxxis, una vittoria)

3ª tappa Colorado Classic (Denver > Denver)
- 2018 (UnitedHealthcare Professional Cycling Team, sette vittorie)

3ª tappa Tour of the Gila (Tyrone > Tyrone, cronometro)
3ª tappa Tour de Korea (Yeongju > Jeongseon)
Classifica generale Tour de Korea
3ª tappa, 1ª semitappa Tour de Beauce (Saint-Prosper > Saint-Prosper, cronometro)
Chrono Kristin Armstrong
2ª tappa Turul României (Sibiu > Brașov)
Classifica generale Turul României
- 2019 (Floyd's Pro Cycling, quattro vittorie)

3ª tappa Tour of the Gila (Tyrone > Tyrone, cronometro)
3ª tappa, 1ª semitappa Tour de Beauce (Saint-Prosper > Saint-Prosper, cronometro)
Campionati rumeni, Prova a cronometro
Chrono Kristin Armstrong
- 2020 (Team Sapura Cycling, due vittorie)

3ª semitappa Tour of Szeklerland (Pasul Vlăhiţa > Pasul Vlăhiţa, cronometro)
Campionati rumeni, Prova a cronometro
- 2021 (Wildlife Generation Pro Cycling, due vittorie)

Campionati rumeni, Prova a cronometro
Campionati rumeni, Prova in linea
- 2023 (Denver Disruptors, una vittoria)

Campionati rumeni, Prova in linea

### Altri successi
- 2008 (Olimpic Team Autoconstruct)

Cupa Capitalei
Cupa Stirom
- 2009 (Tusnad Cycling Team)

Cupa B&C-Olimpia
- 2010 (Tusnad Cycling Team)

Prologo Turul Dobrogei (Costanza > Costanza, cronometro)
Classifica generale Turul Dobrogei
- 2011 (Aerocat Cycling Team)

7ª tappa Tour of America's Dairyland (Ripon > Ripon, cronometro)
Classifica generale Tour of America's Dairyland
4ª tappa Tobago International Cycling Classic (Scarborough > Scarborough)
- 2013 (Jelly Belly p/b Kenda)

1ª tappa Tour de Murrieta (Murrieta > Murrieta, cronometro)
1ª tappa, 1ª semitappa Nature Valley Grand Prix (Saint Paul > Saint Paul, cronometro)
2ª tappa Cascade Cycling Classic (Prineville > Prineville, cronometro)
3ª tappa Cascade Cycling Classic (Mount Bachelor Ski Resort > Mount Bachelor Ski Resort)
Classifica generale Cascade Cycling Classic
- 2014 (Jelly Belly p/b Maxxis)

2ª tappa Cascade Cycling Classic (Prineville > Prineville, cronometro)
4ª tappa Cascade Cycling Classic (Bend > Bend)
Classifica generale Cascade Cycling Classic
- 2017 (Jelly Belly p/b Maxxis)

1ª tappa Redlands Bicycle Classic (Highland > Highland, cronometro)
Classifica scalatori Colorado Classic
Classifica generale UCI America Tour
- 2018 (UnitedHealthcare Professional Cycling Team)

Classifica a punti Tour de Beauce
- 2019 (Floyd's Pro Cycling)

1ª tappa Tucson Bicycle Classic (Tucson > Tucson, cronometro)
Classifica generale Tucson Bicycle Classic
Classifica scalatori Turul României

## Piazzamenti

### Grandi Giri
- Giro d'Italia

2015: 139º

### Classiche monumento
- Milano-Sanremo

2015: 126º
2016: 155º
- Giro di Lombardia

2016: ritirato

### Competizioni mondiali
- Campionati del mondo

Spa 2006 - Cronometro Juniores: 57º
Toscana 2013 - Cronometro Elite: 31º
Toscana 2013 - In linea Elite: ritirato
Ponferrada 2014 - Cronometro Elite: 44º
Ponferrada 2014 - In linea Elite: ritirato
Richmond 2015 - Cronometro Elite: 54º
Richmond 2015 - In linea Elite: ritirato
Bergen 2017 - Cronometro Elite: 42º
Bergen 2017 - In linea Elite: ritirato
Innsbruck 2018 - In linea Elite: ritirato
- Giochi olimpici

Rio de Janeiro 2016 - In linea: ritirato

### Competizioni continentali
- Campionati europei

Monaco di Baviera 2022 - Cronometro Elite: 27º
- Giochi europei

Minsk 2019 - Cronometro Elite: 9º